# Ranieri Giuseppe d'Asburgo-Lorena
Ranieri Giuseppe Giovanni Michele Francesco Geronimo d'Asburgo (Pisa, 30 settembre 1783 – Bolzano, 16 gennaio 1853) è stato il secondo viceré del Lombardo-Veneto, di nascita arciduca d'Austria.

## Biografia

### Infanzia

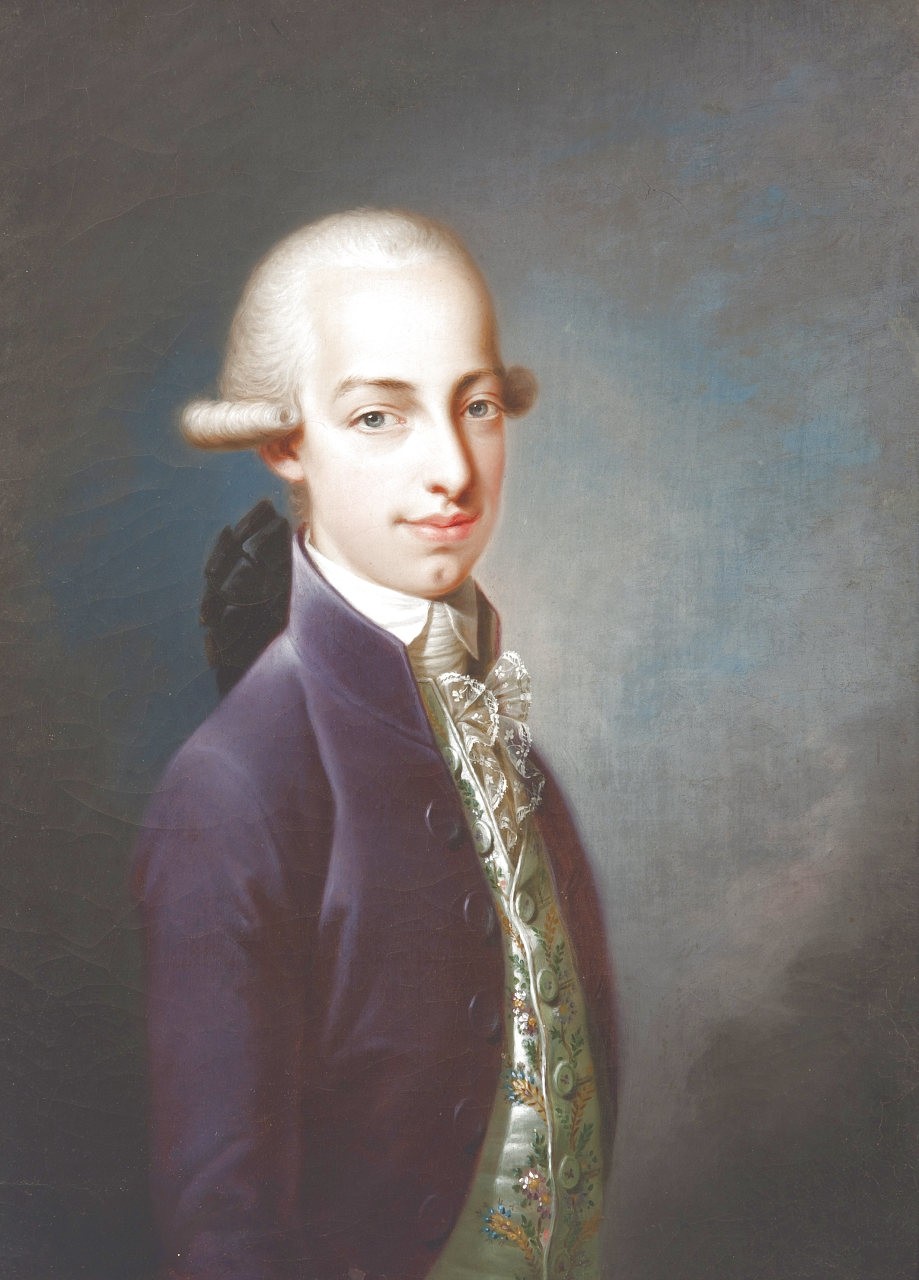
Ritratto giovanile di Ranieri Giuseppe, opera di Joseph Hickel

Ranieri Giuseppe era il nono figlio dell'allora granduca di Toscana Pietro Leopoldo I (futuro imperatore Leopoldo II del Sacro Romano Impero) e di sua moglie, l'infanta Maria Luisa di Borbone-Spagna, figlia di Carlo III di Spagna. Nacque a Pisa nel 1783 mentre la famiglia granducale si trovava in villeggiatura.

### Educazione
Dopo la prematura morte dei suoi genitori, suo fratello maggiore, l'imperatore Francesco II, si occupò della sua educazione, prestando particolare attenzione alla scienza militare e politica. Soffriva di alcuni attacchi di epilessia che, ad ogni modo, non gli preclusero la carriera militare che intraprese con successo, raggiungendo il grado di Feldmaresciallo.

### Matrimonio

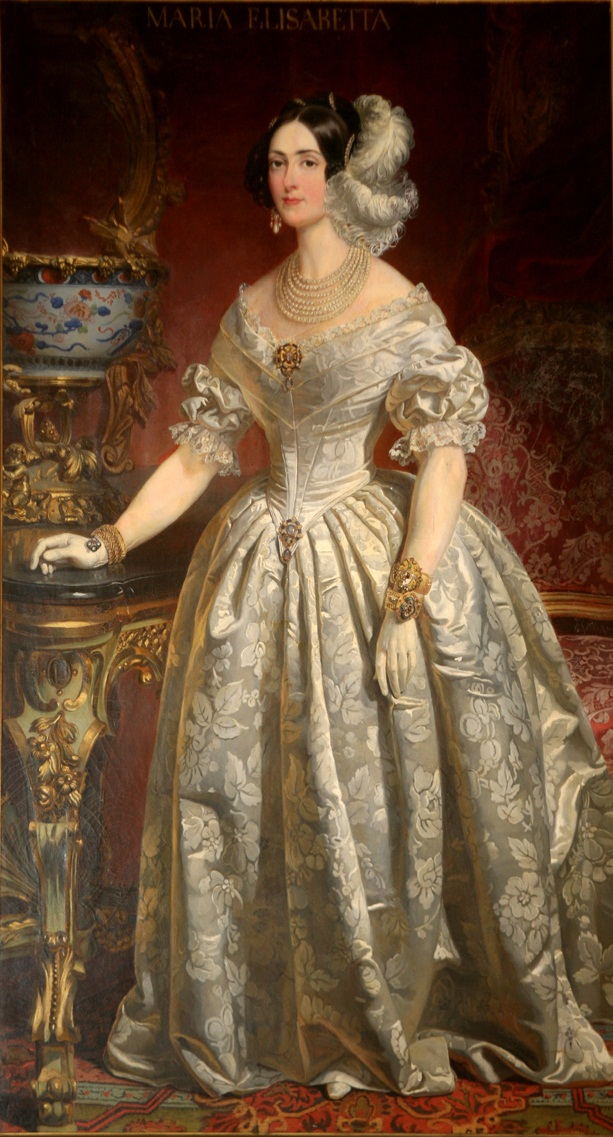
Maria Elisabetta di Savoia-Carignano

Ranieri Giuseppe d'Asburgo-Lorena sposò a Praga il 28 maggio 1820 la principessa Maria Elisabetta di Savoia-Carignano, figlia del principe Carlo Emanuele di Savoia-Carignano e sorella del futuro re di Sardegna Carlo Alberto, nonché zia del futuro primo re d'Italia Vittorio Emanuele II di Savoia. Ebbero otto figli.

### Viceré del Regno Lombardo-Veneto
Nel 1818 succedette al fratello Antonio Vittorio come viceré del Regno Lombardo-Veneto. La posizione raggiunta era meramente rappresentativa e comportava di per sé poche responsabilità amministrative, ma permise a Ranieri e alla moglie di essere a capo della vivace corte austriaca a Milano. All'inizio del suo regno trovò un paese che si trovava economicamente molto sviluppato. Ranieri era un appassionato di botanica tanto che, nella sua residenza estiva di Monza (il Palazzo Asburgico del 1780, oggi noto come Villa Reale), creò un giardino botanico. Durante la sua permanenza nella capitale lombarda, nel 1840 inaugurò la ferrovia Milano-Monza, prima del nord Italia, e nel 1846 la stazione di Milano Porta Tosa.
Il 18 gennaio 1848 lasciò Milano per Verona con il governatore Johann Baptist Spaur per essere meno lontano da Vienna e poter meglio comunicare con il governo. Alla vigilia delle Cinque giornate, il 17 marzo 1848, si spostò nel Tirolo tedesco. Nel maggio di quello stesso anno l'arciduca venne sostituito alla guida del Lombardo-Veneto dal feldmaresciallo Radetzky, che agì come governatore militare.

### Morte

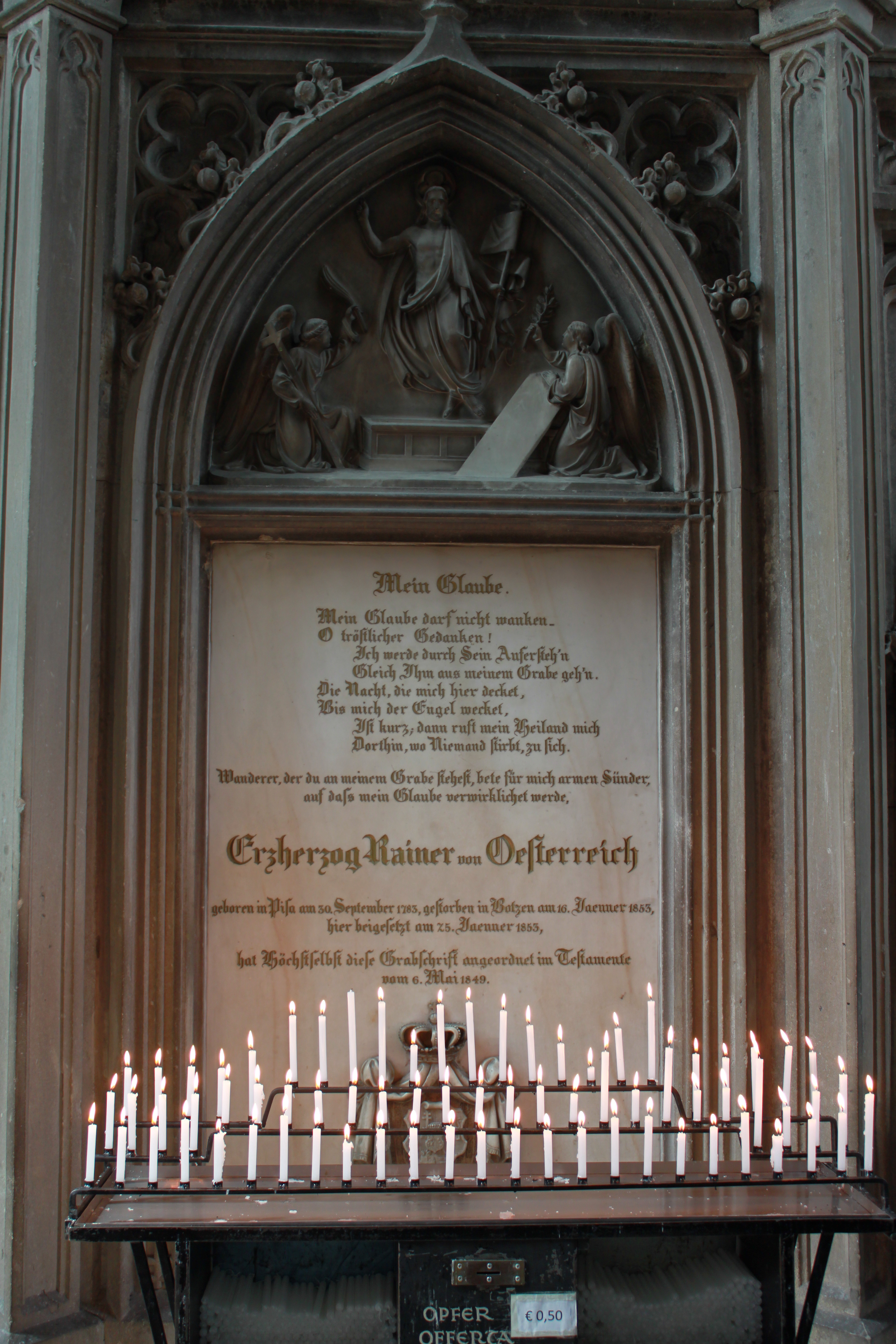
La tomba di Ranieri nel duomo di Bolzano, opera di Sebastian Altmann, 1864

Morì a Bolzano il 16 gennaio 1853, all'età di 70 anni. La moglie lo seguirà tre anni dopo. Vennero entrambi sepolti nel duomo di Bolzano. Tutti i suoi figli, ad eccezione della principessa Adelaide sepolta a Torino nella basilica di Superga e dell'ultimo nato Massimiliano Carlo, morto all'età di 9 anni nel 1839 e sepolto a Milano nella cripta della chiesa di San Fedele, vennero invece seppelliti nella Cripta Imperiale di Vienna.

## Discendenza
Ranieri Giuseppe e la principessa Maria Elisabetta di Savoia-Carignano ebbero otto figli:
- Maria Carolina (6 febbraio 1821-23 gennaio 1844);
- Maria Adelaide (3 giugno 1822-20 gennaio 1855), sposò il cugino Vittorio Emanuele II di Savoia, futuro primo re d'Italia
- Leopoldo Luigi (6 giugno 1823-24 maggio 1898);
- Ernesto Carlo (8 agosto 1824-4 aprile 1899)[2];
- Sigismondo Leopoldo (7 gennaio 1826-15 dicembre 1891);
- Ranieri Ferdinando (11 gennaio 1827-27 gennaio 1913)[2];
- Enrico Antonio (9 maggio 1828-30 novembre 1891)[2];
- Massimiliano Carlo (16 gennaio 1830-16 marzo 1839).

## Ascendenza
|                                   |                     |                                               | Genitori                                     |  |  | Nonni |  |  | Bisnonni           |  |  | Trisnonni         |  |
|                                   |                     |                                               |                                              |  |  |       |  |  | Leopoldo di Lorena |  |  | Carlo V di Lorena |  |
|                                   |                     |                                               |                                              |  |  |       |  |  | Leopoldo di Lorena |  |  | Carlo V di Lorena |  |
|                                   |                     | Eleonora Maria Giuseppina d'Austria           |                                              |  |  |       |  |  | Leopoldo di Lorena |  |  |                   |  |
| Francesco I di Lorena             |                     |                                               |                                              |  |  |       |  |  | Leopoldo di Lorena |  |  |                   |  |
|                                   |                     | Elisabetta Carlotta di Borbone-Orléans        | Filippo I di Borbone-Orléans                 |  |  |       |  |  |                    |  |  |                   |  |
|                                   |                     | Elisabetta Carlotta di Borbone-Orléans        | Filippo I di Borbone-Orléans                 |  |  |       |  |  |                    |  |  |                   |  |
|                                   |                     | Elisabetta Carlotta di Borbone-Orléans        | Elisabetta Carlotta di Baviera               |  |  |       |  |  |                    |  |  |                   |  |
| Leopoldo II d'Asburgo-Lorena      |                     | Elisabetta Carlotta di Borbone-Orléans        |                                              |  |  |       |  |  |                    |  |  |                   |  |
|                                   |                     | Carlo VI d'Asburgo                            | Leopoldo I d'Asburgo                         |  |  |       |  |  |                    |  |  |                   |  |
|                                   |                     | Carlo VI d'Asburgo                            | Leopoldo I d'Asburgo                         |  |  |       |  |  |                    |  |  |                   |  |
|                                   |                     | Carlo VI d'Asburgo                            | Eleonora del Palatinato-Neuburg              |  |  |       |  |  |                    |  |  |                   |  |
| Maria Teresa d'Austria            |                     | Carlo VI d'Asburgo                            |                                              |  |  |       |  |  |                    |  |  |                   |  |
|                                   |                     | Elisabetta Cristina di Brunswick-Wolfenbüttel | Luigi Rodolfo di Brunswick-Lüneburg          |  |  |       |  |  |                    |  |  |                   |  |
|                                   |                     | Elisabetta Cristina di Brunswick-Wolfenbüttel | Luigi Rodolfo di Brunswick-Lüneburg          |  |  |       |  |  |                    |  |  |                   |  |
|                                   |                     | Elisabetta Cristina di Brunswick-Wolfenbüttel | Cristina Luisa di Oettingen-Oettingen        |  |  |       |  |  |                    |  |  |                   |  |
| Ranieri Giuseppe d'Asburgo-Lorena |                     | Elisabetta Cristina di Brunswick-Wolfenbüttel |                                              |  |  |       |  |  |                    |  |  |                   |  |
|                                   | Filippo V di Spagna | Luigi, il Gran Delfino                        |                                              |  |  |       |  |  |                    |  |  |                   |  |
|                                   | Filippo V di Spagna | Luigi, il Gran Delfino                        |                                              |  |  |       |  |  |                    |  |  |                   |  |
|                                   | Filippo V di Spagna | Maria Anna di Baviera                         |                                              |  |  |       |  |  |                    |  |  |                   |  |
| Carlo III di Spagna               | Filippo V di Spagna |                                               |                                              |  |  |       |  |  |                    |  |  |                   |  |
|                                   |                     | Elisabetta Farnese                            | Odoardo II Farnese                           |  |  |       |  |  |                    |  |  |                   |  |
|                                   |                     | Elisabetta Farnese                            | Odoardo II Farnese                           |  |  |       |  |  |                    |  |  |                   |  |
|                                   |                     | Elisabetta Farnese                            | Dorotea Sofia di Neuburg                     |  |  |       |  |  |                    |  |  |                   |  |
| Maria Ludovica di Borbone-Spagna  |                     | Elisabetta Farnese                            |                                              |  |  |       |  |  |                    |  |  |                   |  |
|                                   |                     | Augusto III di Polonia                        | Augusto II di Polonia                        |  |  |       |  |  |                    |  |  |                   |  |
|                                   |                     | Augusto III di Polonia                        | Augusto II di Polonia                        |  |  |       |  |  |                    |  |  |                   |  |
|                                   |                     | Augusto III di Polonia                        | Cristiana Eberardina di Brandeburgo-Bayreuth |  |  |       |  |  |                    |  |  |                   |  |
| Maria Amalia di Sassonia          |                     | Augusto III di Polonia                        |                                              |  |  |       |  |  |                    |  |  |                   |  |
|                                   |                     | Maria Giuseppa d'Austria                      | Giuseppe I d'Asburgo                         |  |  |       |  |  |                    |  |  |                   |  |
|                                   |                     | Maria Giuseppa d'Austria                      | Giuseppe I d'Asburgo                         |  |  |       |  |  |                    |  |  |                   |  |
|                                   |                     | Maria Giuseppa d'Austria                      | Guglielmina Amalia di Brunswick-Lüneburg     |  |  |       |  |  |                    |  |  |                   |  |
|                                   |                     | Maria Giuseppa d'Austria                      |                                              |  |  |       |  |  |                    |  |  |                   |  |